# Salemský čarodějnický případ

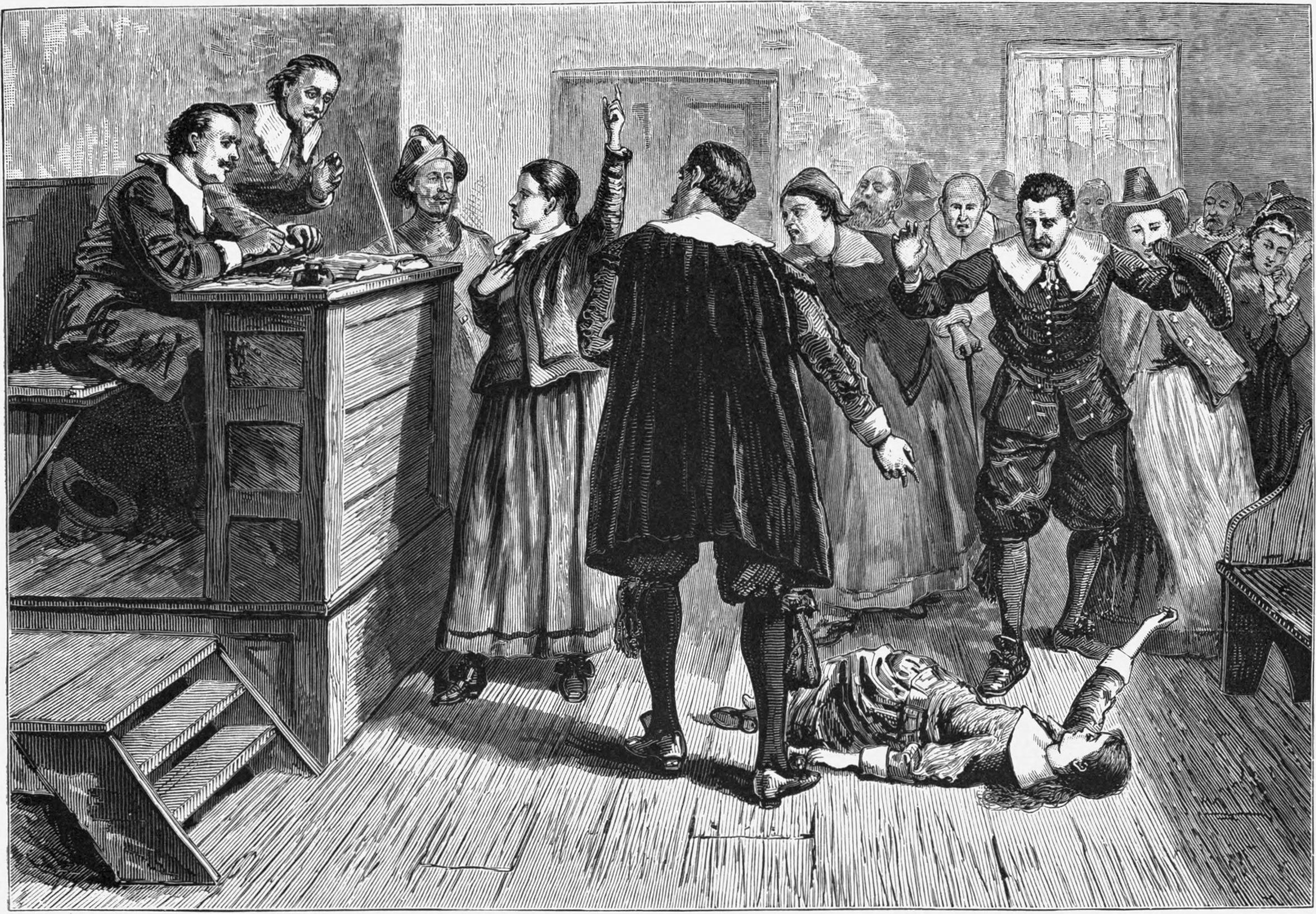
Ústřední postava v této ilustraci soudní síně z roku 1876 je obvykle označena jako Mary Walcott

Salemský proces byl jeden z mála případů inkvizičního stíhání čarodějnic v Americe (oproti dobovému rozšíření v mnoha zemích Evropy, zvláště v Německu, Švýcarsku a Holandsku).
Celkem zemřelo 20 lidí, než byl v této neuvěřitelně puritánské, izolované komunitě v Massachusetts obnoven pořádek a došlo k zastavení fanatického výkladu práva.
Proces proběhl v roce 1692 ve městě Salem (stát Massachusetts) mezi evropskými imigranty, kteří byli ovlivněni dobovými mýty a kulturou. Aféře předcházela dlouhá chladná zima, epidemie pravých neštovic a ergotismu, pravděpodobně proto se začal rychle šířit názor, že město ovládla skupina čarodějnic za účelem zkázy církve a poškození místních obyvatel.
U počátku stojí devítiletá Elizabeth Parris a jedenáctiletá Abigail Williams, dcera a neteř reverenda Samuela Parrise, které začaly dostávat nevysvětlitelné záchvaty. Přivolaný doktor usoudil, že děvčata trpí pod vlivem čarodějnických kleteb a děvčata potvrdila doktorovu anamnézu. Pod nátlakem doktora a rodičů děvčata označila osoby, zodpovědné za svá utrpení.
1. března 1692 se Sarah Goodeová, Sarah Osbornová a indiánská služka Tituba z ostrova Barbados staly prvními obyvateli Salemu obviněnými z čarodějnictví. Později, v ten samý den, se Tituba k obvinění přiznala a označila další obyvatelky města z čarodějnictví. Povzbuzována dospělými označovala děvčata další a další obyvatele v tomto neustále se rozšiřujícím okruhu obviněných. Většinou se jednalo o ženy středního věku, pár mužů a dokonce i čtyřletý chlapec. Během následujících měsíců se na seznam obviněných satanistů dostalo až 150 jmen z města i blízkého okolí.
V červnu 1692 se v Salemu sešel speciální soud, vedený soudcem Williamem Stoughtonem, aby soudil obviněné. První na řadě byla Bridget Bishopová ze Salemu, která byla označena jako čarodějnice nejvíce lidmi z města. Bishopová byla známá svou pochybnou pověstí, častou návštěvou taverny, oblékala se nápadně (podle puritánských měřítek), a navíc byla třikrát vdaná. Navzdory svému tvrzení o nevinnosti byla shledána vinnou a pověšena 10. června. Třináct dalších žen a pět mužů ji následovalo na šibenici. Giles Corey, který se odmítl přiznat, byl popraven rozdrcením. Všichni byli odsouzeni na základě chování svědků během procesu, což se projevovalo hlavně hysterickými záchvaty a halucinacemi, které se připisovaly obviněným, ovlivňujícím procesy.
Po jejich smrti se mezi ostatními obyvateli šířil strach a nesouhlas se zabitím stíhaných osob z nedostatku skutečných důkazních prostředků. Vyvrcholením této vlny bylo v roce 1696 oficiální přiznání všech porotců k omylu. Porotci podepsali prohlášení o své chybě, kterou omlouvali a argumentovali naváděním samotného ďábla k vyvraždění nevinných osob.
V říjnu 1692 guvernér William Phipps z Massachusetts rozhodnul čarodějnický soud rozpustit a nahradit ho Nejvyšším soudem, který odmítl všechna senzační odhalení a svědectví z předešlých soudních sezení. Zastavil všechny popravy a nakonec propustil na svobodu všechny uvězněné. Tím skončily soudy, které poslaly na smrt 20 nevinných lidí.